# یونیون (شهرستان ورنون، ویسکانسین)
یونیون (به انگلیسی: Union) یک منطقهٔ مسکونی در ایالات متحده آمریکا است که در شهرستان ورنن، ویسکانسین واقع شده‌است. یونیون ۹۲٫۶ کیلومتر مربع مساحت و ۵۳۱ نفر جمعیت دارد و ۳۵۸ متر بالاتر از سطح دریا واقع شده‌است.